# Христо Манолов (композитор)
Вижте пояснителната страница за други личности с името Христо Манолов.
Христо Емануилов Манолов е български композитор и диригент. Син е на композитора Емануил Манолов.

## Биография
Учи композиция и дирижиране в Дрезденската консерватория при проф. Паул Брютнер. След завръщането си в България работи като диригент на оркестъра при Тютюнева кооперация „Асенова крепост“ в Асеновград (1926). Диригент на хора на Пловдивското певческо дружество и преподавател по пеене и музика в Духовната семинария и във Френския колеж в Пловдив (1927-28). Създател и пръв диригент на хор „Гусла“ (1929-30). Диригент на оркестъра при мини „Перник“ (1933-38) и на оркестъра при театър „Одеон“ в София. Диригент на хор „Морски звуци“ във Варна (1938-40) и на Варненската народна опера (1947-52). Военен капелмайстор в Харманли (1940-47), Пещера, Пловдив и др.; утвърдил нов професионален стил в практиката на военните духови оркестри в България. Диригент на Ансамбъла на строителни войски (1952-53).
Автор е на първия български балет „Змей и Яна“ (1937), поставен от балетмайстора Анастас Петров за Софийската народна опера. Либретото е по българска народна приказка, а музиката е близка до българското народно творчество. Музиката му е свързана с народната песенност, оркестровите му опуси представят характерния за първите десетилетия на ХХ век битов симфонизъм. През 1958 г. синът му Здравко Манолов, също композитор, прави втора редакция на балета.

## Творчество

### Опери
- „Калиакра“
- „Тамирис“
- „Русалка“ („Водна лилия“)
- „Чудото в Лопушанския манастир“

### Балети
- „Змей и Яна“ (1937, София)
- „Татари“ (1949, Варна)

### Оперети
- „Софи“
- „Младият герой“
- „Богдане, Бог да те убие“ (1934)

### Други музиални творби
- Кантата „Девети септември“
- „Златният век“
- „Из западния край“
- „Българска рапсодия“
- 4 български симфонични танца
- „Подвиг“
- Концерт за цигулка и оркестър
- „Празник“ – рапсодия за духов оркестър:
- Струнен квартет

### Хорова музика
- „Жетвари“
- „Рибар“
- „Гуслар ми гусли“
- „Рачовица“
- „Татари“
- „Костурска изгора“
- „Станке ле, чорбаджийке ле“

### Църковна музика
За смесен хор
- Тържествено богослужение за двоен смесен хор (1930)
- Литургия в ре минор в български стил за архиерейска служба (1943)
- Св. Литургия в сол мажор (незав.)
- Всенощно бдение (пълно осмо-гласие) (1938).

за мъжки хорː
- Литургия в до мажор за еднороден мъжки хор (1941)
- Пълна литургия в старобългарски стил (1948)
- Литургия в до мажор с Псалом 37
- Всенощно бдение за мъжки четиригласен хор в старобългарски стил